# Евфем
Евфе́м (грец. Euphemos) — син Посейдона й Мекіоніки, чоловік сестри Геракла Лаономи, аргонавт, про якого розповідає кіренейська легенда. Медея провістила Е., що його нащадки четвертого покоління оселяться в Лівії, коли він кине скибу землі, яку йому дав Евріпіл, у Тенарське провалля. Однак скиба загубилася біля Фери і пророцтво не збулося. Оселення відбулося лише через 17 поколінь.